# Münir Akça
Münir Akça (* 1. Januar 1951 im Altınordu; † 27. November 2016 ebenda) war ein türkischer Schauspieler.

## Leben
Akça kam im Jahr 1951 in Altınordu zur Welt. Im Jahr 1990 fing er mit dem Schauspielen im städtischen Theater von Ordu an. Er war in verschiedenen türkischen Fernsehserien wie z. B. Aşk-ı Memnu und Emret Komutanım zu sehen. Akca starb am 27. November 2016 in seinem Geburtsort durch eine Gehirnblutung nach einem Treppensturz.

## Filmografie (Auswahl)
- 1989–1990: İz Peşinde (Fernsehserie)
- 2005: Emret Komutanım
- 2008–2010: Aşk-ı Memnu (Fernsehserie)